# Once Upon a Time in Gaza
Pour plus de détails, voir Fiche technique et Distribution.
Once Upon a Time in Gaza est une comédie dramatique franco-germano-luso-palestinienne écrite et réalisée par Arab et Tarzan Nasser et sortie en 2025.
Il est présenté en première mondiale dans la section Un certain regard du festival de Cannes 2025, le 19 mai 2025, où il remporte le prix de la mise en scène.

## Fiche technique
Sauf indication contraire, les informations mentionnées dans cette section peuvent être confirmées par les bases de données cinématographiques  présentes dans la section « Liens externes ».
- Titre original : Once Upon a Time in Gaza (litt. « Il était une fois à Gaza »)
- Réalisation et scénario : Arab et Tarzan Nasser
- Scénario : Arab et Tarzan Nasser, avec la collaboration d'Amer Nasser et Marie Legrand
- Musique : Amine Bouhafa
- Photographie : Christophe Graillot
- Montage : Sophie Reine
- Direction artistique : Arab et Tarzan Nasser et Mustafa Abualthanim
- Décors : Arab et Tarzan Nasser
- Costumes : Hamada Atallah
- Production : Rashid Abdelhamid, Faris Halaseh, Rani Massalha, Marie Legrand, Amanda Turnbull
- Sociétés de production : Les Films du Tambour, 3B Productions, Made in Palestine Project, Riva Filmproduktion, Ukbar Filmes[2]
- Pays de production :  France (51,32%),  Allemagne (18,89%),  Palestine (18,58%),  Portugal (11,21%)[2]
- Langue originale : arabe
- Format : couleur
- Genre : comédie dramatique
- Durée : 87 minutes
- Dates de sortie : 
  - France : 19 mai 2025 (Festival de Cannes 2025) ; 25 juin 2025 (sortie nationale)

## Distribution
Sauf indication contraire, les informations mentionnées dans cette section peuvent être confirmées par les bases de données cinématographiques  présentes dans la section « Liens externes ».
- Nader Abd Alhay : Yahya Nasser[3]
- Majd Eid : Osama
- Ramzi Maqdisi : le commandant Abou Sami
- Issaq Elias : le réalisateur du film Le Rebelle
- Said Saad : le producteur du film

## Production
Les frères Nasser avaient pour but de réaliser un film sur leur ville natale, Gaza, qu'ils avaient quittée en 2012,. Plusieurs de leurs films précédents ont abordé de manière semblable la représentation de Gaza, et ils ont déclaré que la sortie de Once Upon a Time in Gaza au lendemain du 7 octobre était « une pure coïncidence mais tombait à point nommé », puisqu'ils travaillaient sur le film depuis une décennie. Les frères Nasser ont notamment déclaré que le titre du film était à l'origine « destiné à capturer le rythme de Gaza à l'époque », mais qu'il avait pris une signification plus sinistre à la suite des destructions causées par Israël lors de la guerre de Gaza,.
Les frères Nasser ont commencé à écrire le scénario du film en 2015 avec l'idée d'en faire un western à Gaza. Ils l'ont terminé peu avant le 7 octobre 2023 mais ont constaté, des mois plus tard, qu'ils devaient y revenir. Le film a ensuite été tourné en Jordanie. Il a été produit par la société de production française Les Films du Tambour et plusieurs autres coproducteurs à travers le monde, comme le Made in Palestine Project,.

## Accueil critique
Télérama parle d'un « western proche-oriental noir et absurde ». Les critiques des Cahiers du cinéma donnent des avis plutôt mitigés voire négatifs.